# Nettie Witziers-Timmer
Jeanette Josephina Maria »Nettie« Witziers-Timmer, nizozemska atletinja, * 22. julij 1923, Amsterdam, Nizozemska, † 25. januar 2005, Amsterdam.
Nastopila je na poletnih olimpijskih igrah leta 1948, kjer je osvojila naslov olimpijske prvakinje v štafeti 4x100 m. V isti disciplini je postala tudi evropska prvakinja leta 1946.